# شاپوشنیکوف (استان بلگورود)
شاپوشنیکوف (انگلیسی: Shaposhnikov, Belgorod Oblast) یک شهرک در بخش آلکسیفسکی استان بلگورود کشور روسیه است.